# Serie A 1929 (pallapugno)
La Serie A di pallapugno 1929 si svolse nel 1929 e terminò il 4 novembre: al torneo parteciparono quattro società sportive piemontesi.

## Formula
Secondo i documenti reperibili le due squadre torinesi si ritirarono per la chiusura dello sferisterio. Venne così disputata una finale in gara unica fra Bra e Beinette/Cuneo.

## Squadre partecipanti
Parteciparono al torneo quattro società sportive provenienti dal Piemonte.
| Squadra        | Provenienza | Campionati di Serie A | Risultato 1928 |
| -------------- | ----------- | --------------------- | -------------- |
| Beinette/Cuneo | Piemonte    | 1                     | -              |
| Bra            | Piemonte    | 12                    | 3° in Serie A  |
| Torino 1       | Piemonte    | 6                     | 2° in Serie A  |
| Torino 2       | Piemonte    | 2                     | 4° in Serie A  |

## Formazioni
| Squadra        | Battitore           | Spalla          | Terzini                          |
| -------------- | ------------------- | --------------- | -------------------------------- |
| Beinette/Cuneo | Alfredo Marengo     | Stefano Rabino  | Giuseppe Rabino, Luigi Civallero |
| Bra            | Paolo Rossi         | Maurizio Aprile | Botto 1°, Botto 2°               |
| Torino 1       | Raffaele Ricca      | ?               | ?                                |
| Torino 2       | Maggiorino Bistolfi | Riccardo Fuseri | ?                                |

## Torneo
La finale si disputò a Cuneo il 14 novembre. Il risultato non è presente, l'unico dato certo è che fu la formazione di Bra ad aggiudicarsi l'incontro.

### Finale
| 4 nov. | Bra - Beinette/Cuneo | ? - ? |

## Verdetti
- Bra Campione d'Italia 1929 (3º titolo)